# Sinomegoura nepalensis
Sinomegoura nepalensis är en insektsart. Sinomegoura nepalensis ingår i släktet Sinomegoura och familjen långrörsbladlöss. Inga underarter finns listade i Catalogue of Life.